# Weberwiese (Berlins tunnelbana)
Weberwiese är en station i Berlins tunnelbana. Den trafikeras av linjen U5. Stationen ligger under Karl-Marx-Allee och började trafikeras 21 december 1930 under namnet Memeler Strasse. Stationens namngivare fick sitt namn efter staden Memel (Klaipeda). Arkitekt för stationen var Alfred Grenander och den kom att bli standardstationen för resterande stationer på linjen. 1950 fick stationen namnet Marchlewskistrasse efter Julian Balthasar Marchlewski och sedan 1992 heter den Weberwiese efter platsen söder om Karl-Marx-Allee.

## Galleri

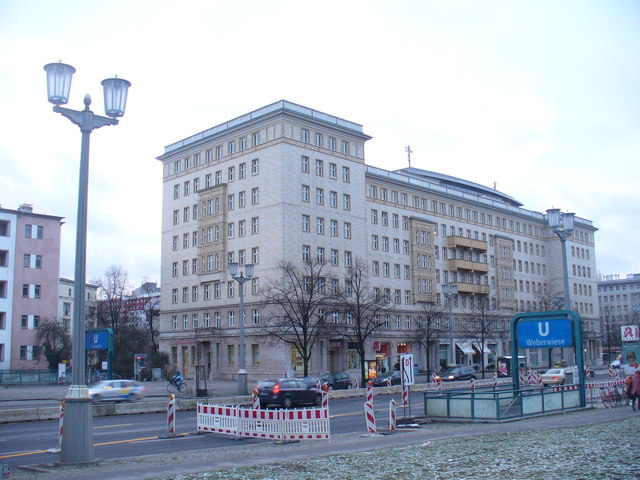
Entré vid Karl-Marx-Allee.
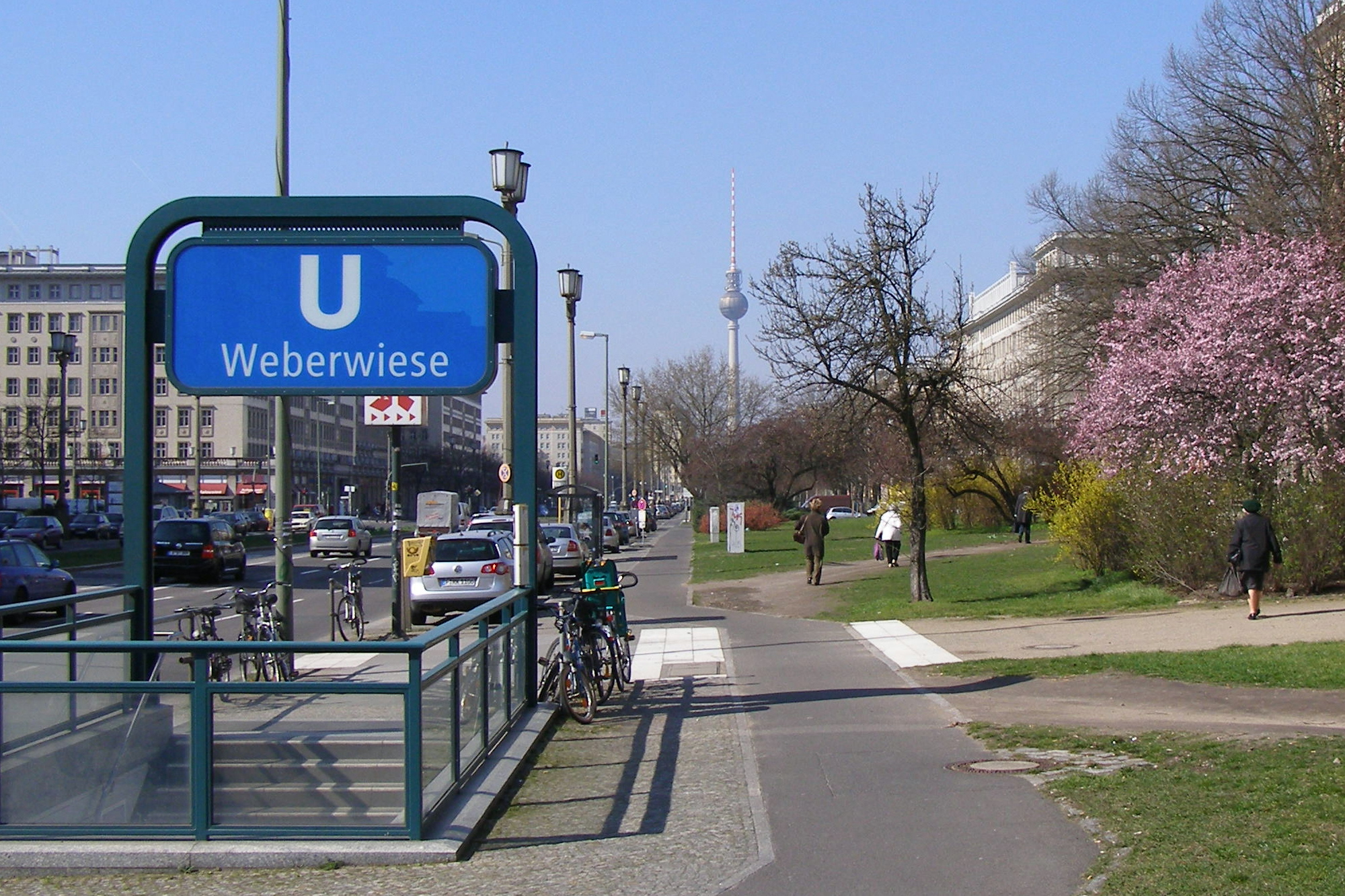
En av entréerna.
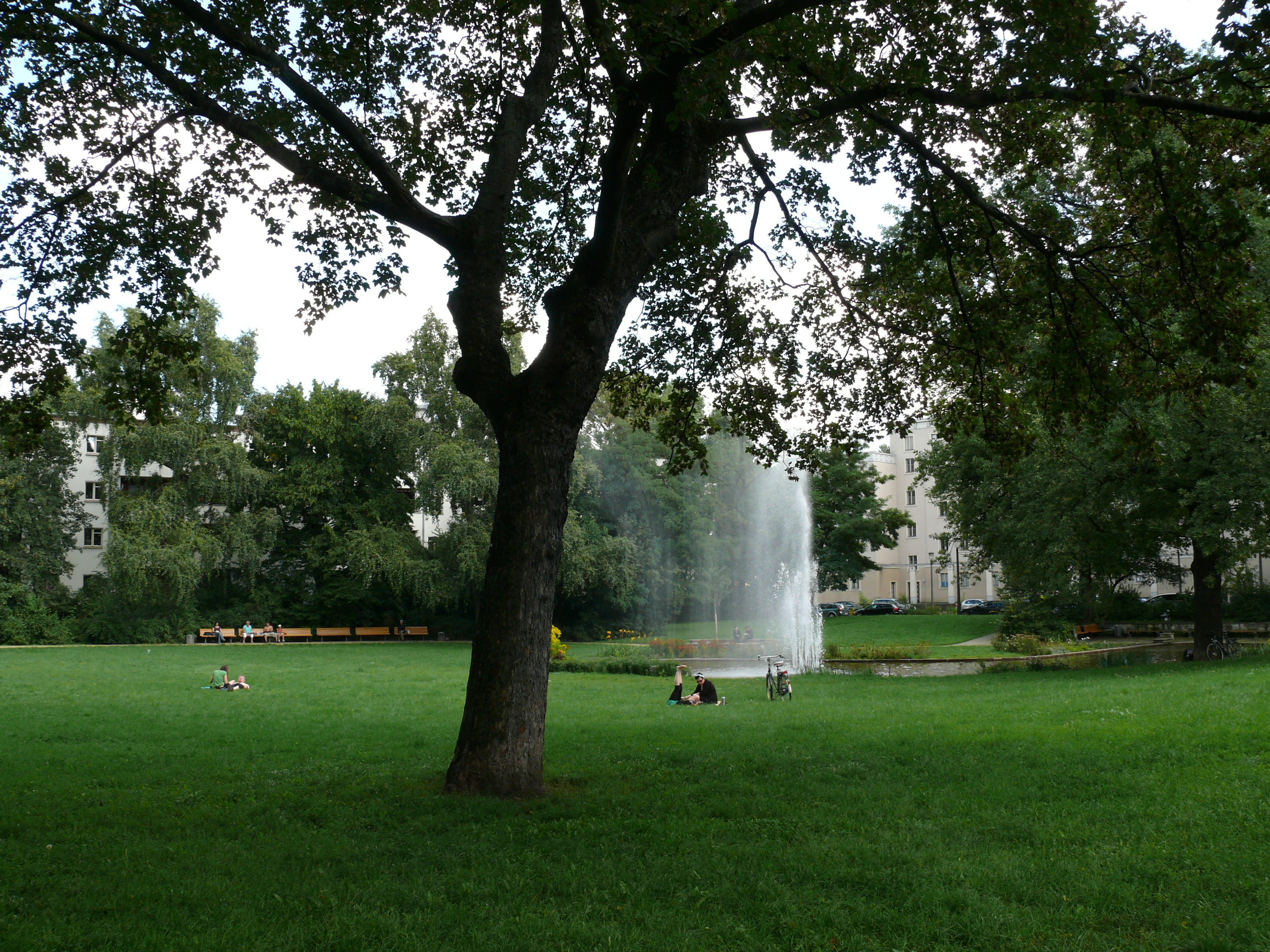
Weberwiese